# El pitufo volador
El pitufo volador (Le Schtroumpf volant en el original) es una historieta de Los Pitufos publicada originalmente con el número 1303 de la revista Spirou en 1963 y más tarde en álbum como complemento de Los pitufos negros.

## Argumento
El Gran Pitufo le pide al Pitufo con Gafas y otro pitufo que vayan a buscar nueces. En el camino, el pitufo trata de recoger una manzana pero se cae, ya que el puente sobre el río Pitufo está roto. Ambos pitufos deben guarecerse de la lluvia y ocultarse del gato Azrael, que acecha en busca de pitufos. El pitufo se da cuenta de que podría sortear todas esas dificultades si pudiera volar, y decide intentarlo por todos los medios posibles.
Sus intentos incluyen quitarle las plumas a una gallina para hacerse alas (que se desarman), robar la sombrilla de un pitufo para hacerse otras alas tipo murciélago (que se le deforman con el viento y cae), cortar la vela del barco de un pitufo para hacerse una cometa y volar en ella (la cual es quemada por un rayo), robar el libro de hechizos del Gran Pitufo para hacer volar la escoba que le roba a otro pitufo (la primera vez, la escoba se va sin él, así que toma la escoba de otro pitufo, pero el Gran Pitufo encuentra su libro y se lo lleva, así que el Pitufo Volador trata de hacer el hechizo de memoria y fracasa), arrancar los resortes del sillón de un pitufo y ponérselos en los pies (rebota bastante bien hasta que cae a un charco de lodo), robar las aspas de un molino para usarlas como hélice (las aspas giran a la inversa y hace un hoyo, bajando en vez de subir), construir una nave espacial (que se desprende y cae), construir una catapulta que lo lance (solo logra que lo tire al suelo), robar el jabón de un pitufo y hacer una pompa gigante para elevarse en una burbuja (que pincha un pajarito), robar todo tipo de telas de varios pitufos para construir un globo de aire caliente (se desinfla).
El último intento del pitufo volador es robarle a otros pitufos cualquier cosa que suba (un termómetro, levadura, etc.) para hacer una poción que lo eleve por los aires. La poción sabe repugnante, pero funciona.
Cuando el pitufo volador trata de bajar para conversar con algunos pitufos, se da cuenta de que no puede y se asusta, así que lo lacean para bajarlo y le dan a comer ladrillos para impedir que vuele. Le hacen comer tanto que ya es muy pesado para volver a tratar de volar, así que decide probar a ser un pitufo navegante, pero el bote se hunde por su peso.

## Influencia
La historieta de 1990 llamada El aeropitufo es en cierto modo una secuela de ésta.
Hay una historieta corta de Mortadelo y Filemón de 1973 titulada El mortadelillo volante (o ¡Quiero volar!) con argumento y algunos chistes que recuerdan a ésta de los pitufos.